# Ahu Tuğba
Ahu Tuğba (ur. 13 sierpnia 1955 w Stambule,) – turecka aktorka i piosenkarka.

## Życiorys
Pochodzi z zamożnej rodziny stambulskiej. Ukończyła amerykańską szkołę żeńską w Stambule, a następnie studiowała anglistykę na Uniwersytecie Concordia w Kanadzie. Studiów nie ukończyła.
Na ekranie zadebiutowała w 1974. Okres jej największej sławy przypadł na przełom lat 70. i 80., kiedy stała się tureckim symbolem seksu, grając role prostytutek i kobiet wyzwolonych. W 1982 i 1989 pozowała do tureckiego magazynu erotycznego Erkekçe. W 1987 ukazał się album Buyur Gel z jej piosenkami.
W życiu prywatnym była pięciokrotnie zamężna, miała jedno dziecko.

## Role filmowe
- 1973: Öksüzler
- 1974: Şeytan
- 1975: Ayikla beni Hüsnü jako Margaret
- 1976: Cıbıl
- 1977: Mavi Mercedes (Niebieski Mercedes)
- 1978: Şerefsiz Şeref
- 1980: Şaşkın Milyoner
- 1981: Yapışık Kardeşler
- 1983: Beyaz ölüm (Biała śmierć) jako Meral Safak
- 1983: Zifaf Ahu
- 1984: Yosma jako Pinar
- 1986: Gülümse Biraz
- 1987: Damga
- 1989: Bir Aşk Bin Günah
- 1989: Suçumuz Kadın Olmak
- 1990: Akdeniz Güneşi (Śródziemnomorskie słońce)
- 1991: Aldatacagim
- 1993: Ayça Seni Seviyoruz
- 1995: Aşkın Gücü
- 2005: Pembe & Mavi
- 2006: Meçhule Gidenler